# Psyché couronnant l'amour
Psyché couronnant l’amour est un tableau réalisé entre 1785 et 1790 par le peintre Jean-Baptiste Greuze. Il est conservé au palais des Beaux-Arts de Lille. 

## Historique
Alors qu'il est au sommet de sa célébrité, Greuze se détourne des thèmes classiques après l'accueil glacial réservé à son tableau L'Empereur Sévère reprochant à Caracalla, son fils, d'avoir voulu l'assassiner par l'Académie royale de peinture et de sculpture en 1769. Ce n'est qu'à la veille de la Révolution française que son intérêt pour les sujets historiques est ravivé par une commande du comte d'Artois mettant en scène Cupidon, L’Innocence entraînée par l’amour. Dans le même temps, il entreprend de peindre Psyché couronnant l’amour. L'œuvre reste toutefois inachevée, peut être du fait de la survenue de la Révolution, et ce n'est qu'en 1842, à la mort de Caroline Greuze, sa fille et héritière, que le tableau apparait. Il est mis en vente en 1843 puis échangé plusieurs fois avant d'entrer dans les collections du palais des Beaux-Arts de Lille en 1873 avec le legs important effectué par Alexandre Leleux.

## Description
Le tableau illustre un épisode du mythe de Psyché, jeune mortelle qui s’attira la jalousie d’Aphrodite. Celle-ci lui envoie son fils, Éros, dieu de l’amour, afin qu’il lui décoche une de ses flèches et que la jeune fille tombe amoureuse de la plus laide des créatures. Mais c'est Éros qui tombe sous son charme et finira par l'épouser. Dans l'épisode représenté, Psyché est assise et s'apprête à déposer sur le front d'Éros agenouillé sa couronne blanche de pureté. Derrière elle, la Pudeur se détourne tandis que, dans le fond, un amour place deux couronnes de roses sur le lit et un autre jette de l'encens dans un brûle-parfums.